# Camillo Ehregott Zschille

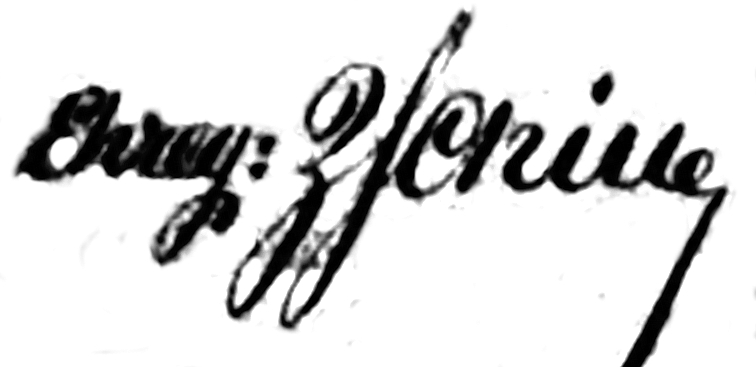
Signet von Camillo Ehregott Zschille

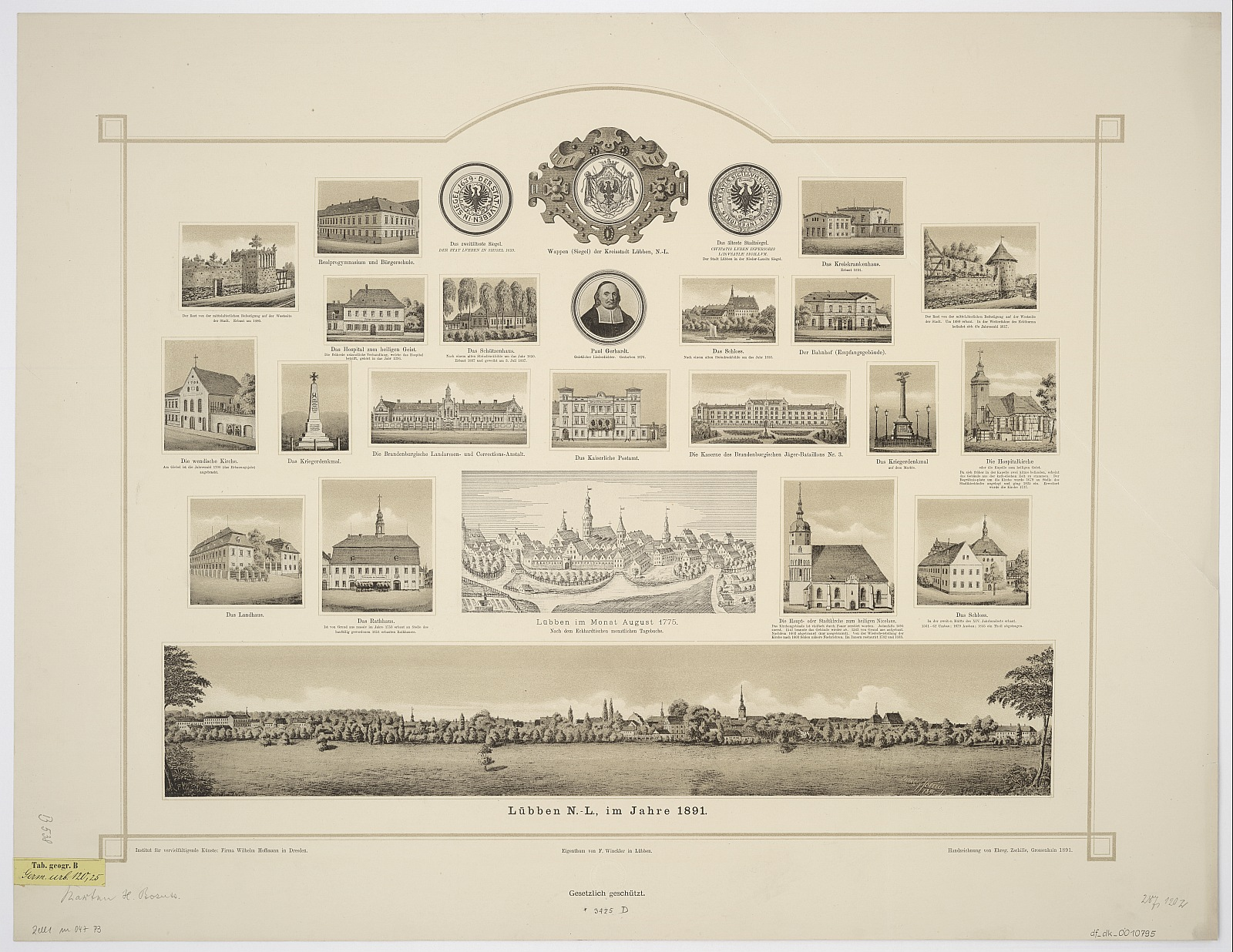
Lübben – typische Stadtansicht aus der Herausgeberschaft Zschilles 1891

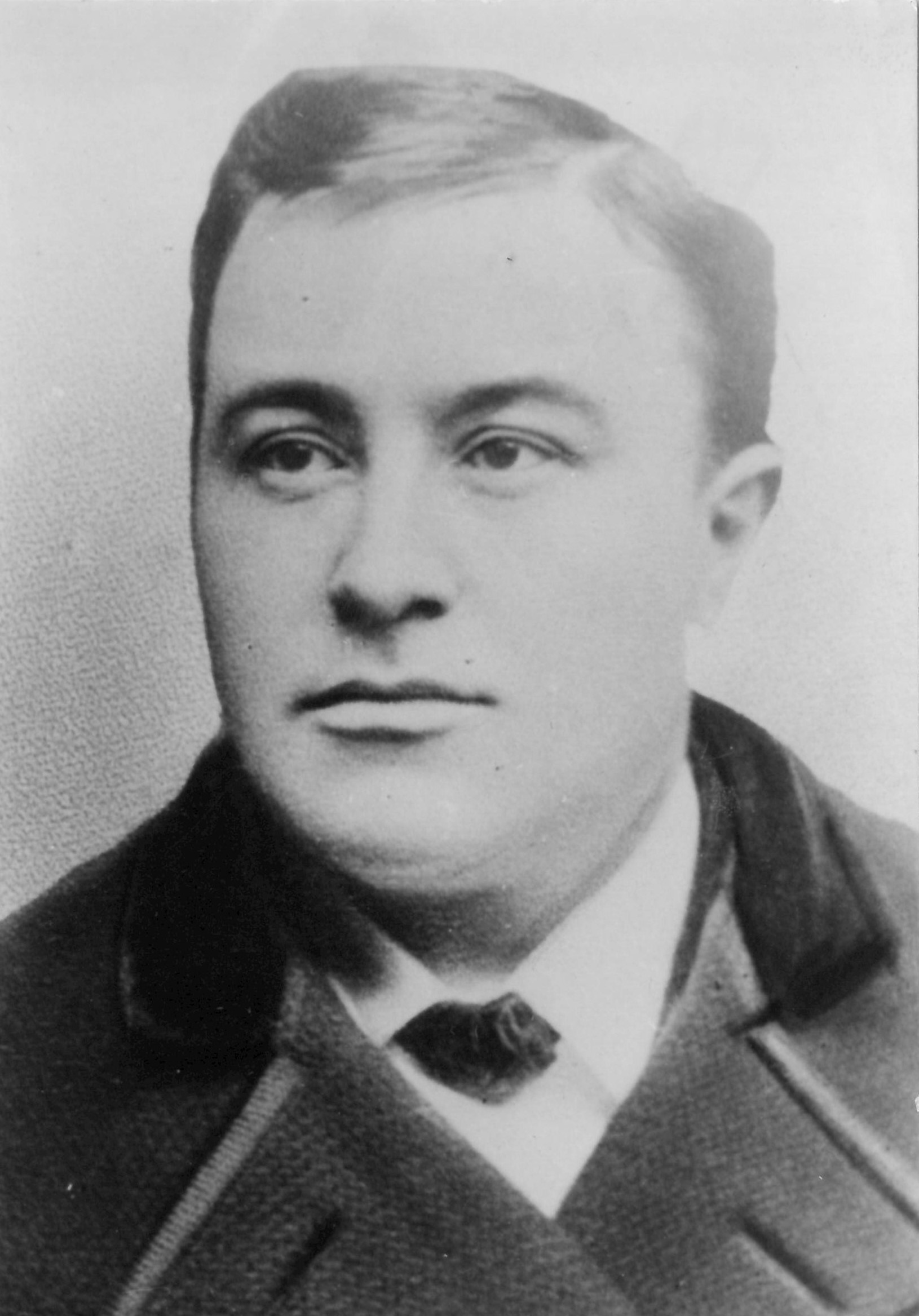
Porträt Camillo Ehregott Zschille

Camillo Ehregott Zschille (* 1847 in Großenhain; † 1910 in Großenhain) war ein deutscher Zeichner.
Zschille schuf während seiner Schaffensperiode eine Reihe von über 50 Stadtansichten sächsischer und preußischer Städte. Diese wiesen in der Mehrzahl historische als auch zeitgenössische Ansichten auf nebst Wappen und Siegeln. Zschille trat dabei als Zeichner und Herausgeber auf und veröffentlichte die Zeichnungen von 1884 bis 1896.

## Werke
- Gustav Wilhelm Schuberth (Autor), Camillo Ehregott Zschille (Illustrationen): Chronik der Stadt Grossenhain vom Jahre 1088 bis auf die Gegenwart. Herrmann Starke, Großenhain 1887–1892 (Digitalisat)
- Ehregott Zschille: Historisches Album sächsischer Städte. Großenhain, 1890
- Getreue Abbildungen von ehemaligen und gegenwärtigen Ansichten preussischer Städte nebst deren denkwürdigsten Bauwerken, Wappen (Siegel), 1884–1896 (Digitalisate auf deutschefotothek.de)